# Xylocopa sogdiana
Xylocopa sogdiana là một loài Hymenoptera trong họ Apidae. Loài này được Popov & Ponomareva mô tả khoa học năm 1961.